# Маласпина, Джованна Новелла
Джова́нна Нове́лла Маласпи́на (итал. Giovanna Novella Malaspina; после 1310, Фоздивоно, сеньория Фоздивоно — после 1385, Мантуя, сеньория Мантуя) — дочь правителя Фоздиново, маркграфа Спинетты из рода Маласпина, супруга имперского викария Священной Римской империи и народного капитана Мантуи Лудовико I из рода Гонзага.

## Биография
Джованна Новелла была старшей дочерью в семье Спинетты Маласпины (1282 — 1.3.1352), сеньора и маркграфа Фоздиново и Верруколы и Беатриче Висконти. Точная дата её рождения неизвестна, но известна дата заключения брака её родителями — 1310 год. Кроме Джованны Новеллы у родителей были ещё две дочери: Елизавета и Гидда. 
Первым браком сочеталась с Лючембурго Спинола ди Лукколи, генуэзским патрицием. Брак был бездетным. Овдовев, в 1340 году вышла замуж во второй раз за вдовца Лудовико Гонзага (1268 — 18.1.1360), венецианского и мантуанского патриция, народного капитана Мантуи, для которого это был уже третий брак. В семье Джованны Новеллы и Лудовико родились восемь детей — шесть сыновей и две дочери:
- Джованни Гонзага, венецианский патриций, сочетался браком с неизвестной по имени, от которой имел трёх сыновей;
- Бартоломео Гонзага, венецианский патриций;
- Аццо Гонзага (ум. 1412), венецианский патриций;
- Франческо Гонзага, венецианский патриций;
- Джакомо, или Якопо Гонзага, венецианский патриций, умер младенцем;
- Марио Гонзага, венецианский патриций, умер младенцем;
- Томмазина Гонзага, венецианская патрицианка, сочеталась браком с Алидосио Алидоси, имольским патрицием, сыном Роберто Алидоси, правителя Имолы;
- Орьетта Гонзага, венецианская патрицианка.

По другим данным детей в этом браке не было.